# Gran Premio di Germania 1999
Il Gran Premio di Germania 1999 è stato un Gran Premio di Formula 1 disputato il 1º agosto 1999 sullo Hockenheimring. La gara è stata vinta da Eddie Irvine, su Ferrari; secondo e terzo sono giunti rispettivamente Mika Salo e Heinz-Harald Frentzen.

## Qualifiche

### Resoconto
Häkkinen conquista l'ottava pole position stagionale con un vantaggio di appena cinquanta millesimi su Frentzen; il pilota della Jordan sfrutta al meglio il motore da qualifica fornitogli dalla Mugen-Honda, rimanendo anche in cima alla lista dei tempi per un certo periodo prima di essere battuto da Häkkinen. Terzo è Coulthard, che precede Salo e Irvine, rallentato da un'uscita di pista nel suo primo tentativo; seguono Barrichello, Panis, Hill, Trulli e Fisichella. Nella seconda metà dello schieramento si mette in luce Gené, che si qualifica quindicesimo con la Minardi ottenendo il miglior risultato in qualifica per la scuderia faentina dal Gran Premio d'Australia 1997; in difficoltà invece Alesi, solo penultimo in qualifica.

### Risultati
| Pos | No | Pilota                | Costruttore          | Tempo    | Distacco |
| --- | -- | --------------------- | -------------------- | -------- | -------- |
| 1   | 1  | Mika Häkkinen         | McLaren - Mercedes   | 1:42"950 |          |
| 2   | 8  | Heinz-Harald Frentzen | Jordan - Mugen-Honda | 1'43"000 | +0"050   |
| 3   | 2  | David Coulthard       | McLaren - Mercedes   | 1'43"288 | +0"338   |
| 4   | 3  | Mika Salo             | Ferrari              | 1'43"577 | +0"627   |
| 5   | 4  | Eddie Irvine          | Ferrari              | 1'43"769 | +0"819   |
| 6   | 16 | Rubens Barrichello    | Stewart - Ford       | 1'43"938 | +0"988   |
| 7   | 18 | Olivier Panis         | Prost - Peugeot      | 1'43"979 | +1"029   |
| 8   | 7  | Damon Hill            | Jordan - Mugen-Honda | 1'44"001 | +1"051   |
| 9   | 19 | Jarno Trulli          | Prost - Peugeot      | 1'44"209 | +1"259   |
| 10  | 9  | Giancarlo Fisichella  | Benetton - Playlife  | 1'44"338 | +1"388   |
| 11  | 6  | Ralf Schumacher       | Williams - Supertec  | 1'44"468 | +1"518   |
| 12  | 22 | Jacques Villeneuve    | BAR - Supertec       | 1'44"508 | +1"558   |
| 13  | 10 | Alexander Wurz        | Benetton - Playlife  | 1'44"522 | +1"572   |
| 14  | 5  | Alessandro Zanardi    | Williams - Supertec  | 1'45"034 | +2"084   |
| 15  | 21 | Marc Gené             | Minardi - Ford       | 1'45"331 | +2"381   |
| 16  | 12 | Pedro Diniz           | Sauber - Petronas    | 1'45"335 | +2"385   |
| 17  | 17 | Johnny Herbert        | Stewart - Ford       | 1'45"454 | +2"504   |
| 18  | 23 | Ricardo Zonta         | BAR - Supertec       | 1'45"460 | +2"510   |
| 19  | 20 | Luca Badoer           | Minardi - Ford       | 1'45"917 | +2"967   |
| 20  | 14 | Pedro de la Rosa      | Arrows               | 1'45"935 | +2"985   |
| 21  | 11 | Jean Alesi            | Sauber - Petronas    | 1'45"962 | +3"012   |
| 22  | 15 | Toranosuke Takagi     | Arrows               | 1'46"209 | +3"259   |

## Gara

### Resoconto

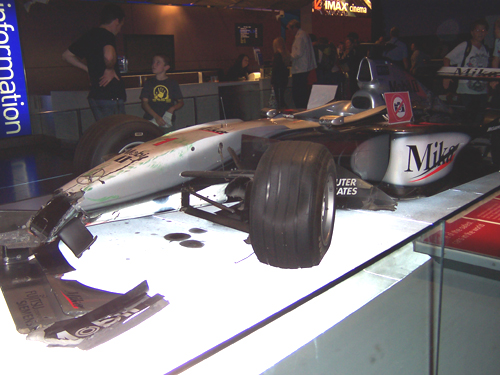
La McLaren di Mika Häkkinen incidentata dopo la violenta uscita di pista al Motodrom, qui esposta al Museo della Scienza di Londra.

Al via Häkkinen mantiene il comando della corsa; alle sue spalle si inserisce Salo seguito da Coulthard, Frentzen, Irvine, Barrichello, Ralf Schumacher e Wurz. Più indietro Villeneuve travolge l'incolpevole Diniz, mandandolo fuori pista: entrambi sono costretti al ritiro. Nel corso del primo passaggio Barrichello sopravanza Irvine, superando due tornate più tardi anche Frentzen e portandosi in quarta posizione; la gara del brasiliano finisce però pochi giri dopo per un problema meccanico alla sua Stewart. Nel frattempo Häkkinen controlla la gara senza grossi problemi, mentre più indietro il suo compagno di squadra tallona Salo. Dopo diversi tentativi di sorpasso andati a vuoto nelle tornate precedenti, al 10º giro Coulthard attacca con fin troppa decisione il finlandese alla Ostkurve, finendo per tamponarlo: Salo riesce a continuare la corsa senza problemi, mentre lo scozzese deve tornare ai box per sostituire il musetto incidentato della propria vettura, ripartendo decimo.
La situazione nelle prime posizioni rimane stabile fino al 21º giro, quando Frentzen apre la prima e unica serie di pit stop. In sequenza, rabboccano anche Irvine, Salo e Häkkinen, quest'ultimo alla fine della 24ª tornata; la sosta del pilota della McLaren è però rallentata da un problema con il sistema di rifornimento, che gli costa una decina di secondi. Passano così in testa le due Ferrari, con Salo che dopo un giro, per ordine di scuderia, cede il comando a Irvine che da parte sua aveva sopravanzato Frentzen nel gioco dei pit stop. Contemporaneamente sulla monoposto di Häkkinen, rientrato in pista in quarta posizione, si sgonfia improvvisamente la gomma posteriore sinistra, mentre il finlandese sta percorrendo in piena accelerazione il rettilineo successivo alla variante Senna: il pilota perde il controllo della propria McLaren che, dopo una serie di piroette, sbatte violentemente contro le barriere all'entrata del Motodrom; Häkkinen, pur visibilmente scosso, rimane illeso.
La corsa per le posizioni di vertice è decisa, con i ferraristi Irvine e Salo che controllano facilmente gli inseguitori, guidati da Frentzen su Jordan e Ralf Schumacher su Williams; più indietro, fatica a rimontare Coulthard, che deve anche effettuare uno stop and go per avere tagliato la seconda chicane nel sorpassare Panis. Lo scozzese approfitta del ritiro di Herbert (quinto fino a cinque tornate dal termine) per risalire fino alla quinta posizione finale, proprio davanti al francese della Prost, che conquista il secondo punto stagionale.

### Risultati
| Pos | N  | Pilota                | Costruttore/Motore   | Giri | Tempo/Ritiro/Media          | Griglia | Punti |
| --- | -- | --------------------- | -------------------- | ---- | --------------------------- | ------- | ----- |
| 1   | 4  | Eddie Irvine          | Ferrari              | 45   | 1h 21'58"594 - 224.723 km/h | 5       | 10    |
| 2   | 3  | Mika Salo             | Ferrari              | 45   | +1"007                      | 4       | 6     |
| 3   | 8  | Heinz-Harald Frentzen | Jordan - Mugen-Honda | 45   | +5"195                      | 2       | 4     |
| 4   | 6  | Ralf Schumacher       | Williams - Supertec  | 45   | +12"809                     | 11      | 3     |
| 5   | 2  | David Coulthard       | McLaren - Mercedes   | 45   | +16"823                     | 3       | 2     |
| 6   | 18 | Olivier Panis         | Prost - Peugeot      | 45   | +29"879                     | 7       | 1     |
| 7   | 10 | Alexander Wurz        | Benetton - Playlife  | 45   | +33"333                     | 13      |       |
| 8   | 11 | Jean Alesi            | Sauber - Petronas    | 45   | +1'11"291                   | 21      |       |
| 9   | 21 | Marc Gené             | Minardi - Ford       | 45   | +1'48"318                   | 15      |       |
| 10  | 20 | Luca Badoer           | Minardi - Ford       | 44   | +1 giro                     | 19      |       |
| 11  | 17 | Johnny Herbert        | Stewart - Ford       | 40   | Cambio                      | 17      |       |
| Rit | 14 | Pedro de la Rosa      | Arrows               | 37   | Incidente                   | 20      |       |
| Rit | 1  | Mika Häkkinen         | McLaren - Mercedes   | 25   | Incidente                   | 1       |       |
| Rit | 5  | Alessandro Zanardi    | Williams - Supertec  | 21   | Differenziale               | 14      |       |
| Rit | 23 | Ricardo Zonta         | BAR - Supertec       | 20   | Motore                      | 18      |       |
| Rit | 15 | Toranosuke Takagi     | Arrows               | 15   | Motore                      | 22      |       |
| Rit | 7  | Damon Hill            | Jordan - Mugen-Honda | 13   | Freni                       | 8       |       |
| Rit | 19 | Jarno Trulli          | Prost - Peugeot      | 10   | Motore                      | 9       |       |
| Rit | 9  | Giancarlo Fisichella  | Benetton - Playlife  | 7    | Sospensioni                 | 10      |       |
| Rit | 16 | Rubens Barrichello    | Stewart - Ford       | 6    | Idraulico                   | 6       |       |
| Rit | 22 | Jacques Villeneuve    | BAR - Supertec       | 0    | Collisione con P.Diniz      | 12      |       |
| Rit | 12 | Pedro Diniz           | Sauber - Petronas    | 0    | Collisione con J.Villeneuve | 16      |       |

## Classifiche

### Piloti
| Pos. | Pilota                | Punti |
| ---- | --------------------- | ----- |
| 1    | Eddie Irvine          | 52    |
| 2    | Mika Häkkinen         | 44    |
| 3    | Heinz-Harald Frentzen | 33    |
| 4    | Michael Schumacher    | 32    |
| 5    | David Coulthard       | 30    |
| 6    | Ralf Schumacher       | 22    |
| 7    | Giancarlo Fisichella  | 13    |
| 8    | Rubens Barrichello    | 10    |
| 9    | Mika Salo             | 6     |
| 10   | Damon Hill            | 5     |
| 11   | Alexander Wurz        | 3     |
| 11   | Pedro Diniz           | 3     |
| 13   | Johnny Herbert        | 2     |
| 13   | Olivier Panis         | 2     |
| 15   | Pedro de la Rosa      | 1     |
| 15   | Jarno Trulli          | 1     |
| 15   | Jean Alesi            | 1     |

### Costruttori
| Pos. | Team                 | Punti |
| ---- | -------------------- | ----- |
| 1    | Ferrari              | 90    |
| 2    | McLaren - Mercedes   | 74    |
| 3    | Jordan - Mugen-Honda | 38    |
| 4    | Williams - Supertec  | 22    |
| 5    | Benetton - Playlife  | 16    |
| 6    | Stewart - Ford       | 12    |
| 7    | Sauber - Petronas    | 4     |
| 8    | Prost - Peugeot      | 3     |
| 9    | Arrows               | 1     |

## Fonti
- Sito di The Official Formula 1, su formula1.com. URL consultato il 14 marzo 2009.
- Autosprint, Autosprint n.31-32/2009